# Akhakgwebeom

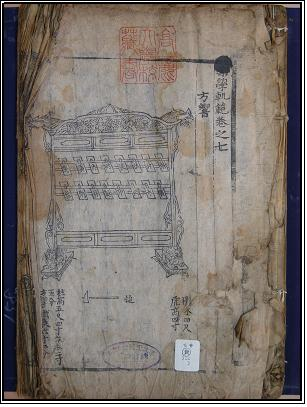
El instrumento coreano, Bang-jyang representado en el Akhak gwaebeom.

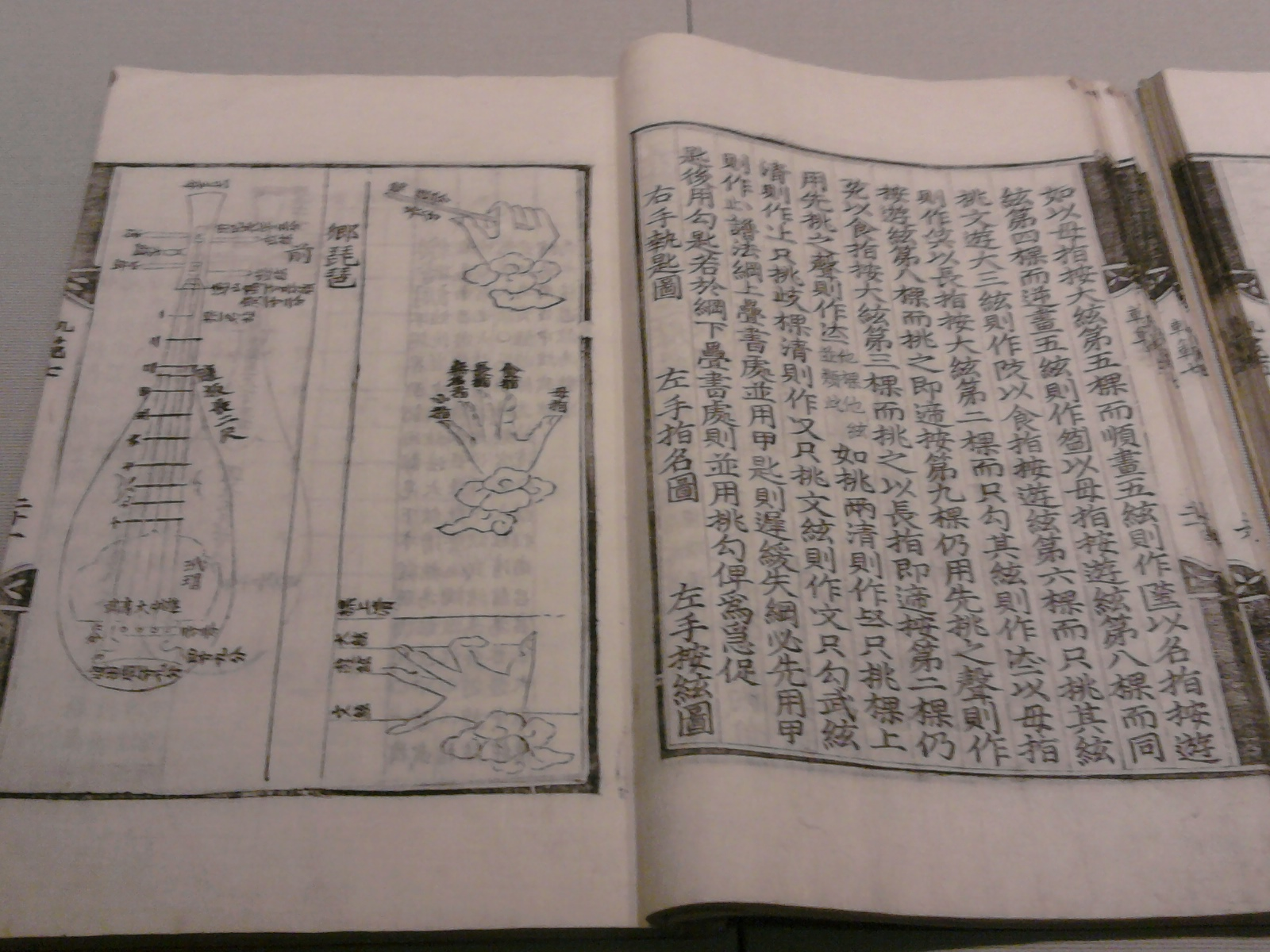
Una página que muestra un instrumento.

El Akhak gwebeom (en hangul, 악학궤범; en hanja, 樂學軌範; literalmente, «Canon Musical») es un tratado de nueve volúmenes sobre música, escrito en el siglo ⅩⅤ durante la dinastía Joseon de Corea. Está escrito a mano en hanja y describe detalladamente la mayoría de los instrumentos musicales coreanos de aquel momento, e incluye digitación. El libro describe muchos aspectos de la sociedad, desde el arte y  trajes hasta la literatura de Joseon, lo que es de gran ayuda a la hora de conocer la historia coreana.
Su redacción empezó bajo orden del rey Seongjong de Joseon y implicó a muchos eruditos como Seong hyeon, Yu Ja-gwang, Park gon y Sin Mal-piong. Como Joseon fue un reino regido por el confucianismo, el orden ritual fue muy importante. Después de organizar los contenidos sobre las ceremonias, escribieron sobre la música.  El rey le preocupaba que se perdieran los estilos musicales de Goryeo y otros tipos de los instrumentos de la antigüedad. El libro incluye los instrumentos, los rituales formales, la manera de tocar y también las letras de las canciones.
Durante la invasión japonesa (1592-1598) los instrumentos y algunos datos sobre la música fueron destruidos, aunque afortunadamente algunos volúmenes se salvaron, pudiendo ser de nuevo publicados en los años 1610, 1655 y 1743. Como las jerarquías sociales fueron destruidas por la gran guerra, la autoridad real necesitaba restaurar los rituales confucianistas del país, y restituir las bases musicales porque la guerra causó un deterioro en el arte palaciego. En 2022, el libro fue registrado como documento de interés a nivel nacional.

## Contenido
- Volumen 1: trata sobre la teoría de la música tradicional coreana, melodía y su método de cálculo.
- Volumen 2: composición y ubicación de cada instrumento en la ceremonia nacional.
- Volumen 3: trata los contenidos sobre las músicas de Goryeo (música cortesana y pública)
- Volumen 4: muestra de música Real.
- Volumen 5: muestra de música popular.
- Volumen 6 y 7: constan de tres partes: 'Introducción a los instrumentos musicales Abu', 'Introducción a los instrumentos musicales Dangbu' e 'Introducción a los instrumentos musicales Hyangbu'. Los instrumentos divididos en Abu, Dangbu y Hyangbu se explican en detalle con imágenes.
- Volumen 8: trata de los instrumentos usados en los rituales y artículos relacionados.
- Volumen 9: describe los uniformes de todos los artistas, incluidos músicos, bailarines y pícaros, y registra medidas detalladas.